# Schémème
Les schémèmes sont les manifestations verbales des schémas (abstraction thématiques, c’est-à-dire un ensemble de règles et de modèles).
Ils sont classés en deux formes :
1. Les schémèmes modaux (ou contrainte) qui sont les manifestations verbales d'un schéma de conduite.
2. Les schémèmes causaux (ou inférences) qui sont les manifestations verbales de lien de causalité.

Ce terme est utilisé dans la méthode KOD, dont il est un des trois types d'unités (les deux autres étant taxème et actème).